# Šlomo Goren
Šlomo Goren (hebrejsky שלמה גורן‎, rodným jménem Šlomo Gorenčik, hebrejsky שלמה גורונצ׳יק‎, žil 3. února 1917 – 29. října 1994) byl izraelský rabín, který založil a v letech 1948 až 1968 jako první vedl vojenský rabinát Izraelských obranných sil. V letech 1973 až 1983 působil jako aškenázský vrchní rabín Izraele.

## Biografie
Narodil se v polském Zambrówě a v roce 1925 podnikl spolu s rodinou aliju do britské mandátní Palestiny. Vyrůstal v mošavu Kfar Chasidim, ve dvanácti letech začal studovat v ješivě a v sedmnácti letech vydal svůj první článek o náboženství. V roce 1936 vstoupil do Hagany a po vzniku Izraele byl jmenován vrchním vojenským rabínem, kterým byl až do roku 1968. Jako vrchní rabín často doprovázel vojáky až na frontu a několikrát se dostal za bojovou linii, aby přinesl zpět mrtvého kvůli pohřbu. V roce 1968 byl jmenován vrchním rabínem Tel Avivu a v letech 1973 až 1983 působil jako aškenázský vrchní rabín Izraele. Poté založil ješivu v Jeruzalémě, kterou vedl až do své smrti v roce 1994. Dne 19. prosince 1993 vyzval izraelské vojáky, aby neuposlechli rozkazy, nařizující evakuaci židovských osad.
V roce 1961 mu byla udělena Izraelská cena za rabínskou literaturu. V roce 2005 byl v internetové soutěži 200 největších Izraelců zvolen 53. největším Izraelcem všech dob.